# لقمه‌ماهیان رودخانه
لقمه‌ماهیان رودخانه (نام علمی: Potamotrygonidae) نام یک تیره از راسته لقمه‌ماهی‌سانان است.